# 纽约州高速铁路
纽约州高速铁路是美国纽约州的高速铁路系统。自20世纪90年代以来，纽约的高铁一直是立法者、政治领导人，特别是几位前任州长讨论的话题，但迄今为止进展甚微。马里奥·科莫在1994年被州长乔治·帕塔基击败之前的竞选演讲中承诺，将在哈德逊河谷和卡茨基尔山脉沿线修建高速（磁悬浮）铁路。这不是后来政府的优先事项。
目前，美铁在华盛顿哥伦比亚特区和马萨诸塞州波士顿之间对外提供的阿哥拉服务可供纽约市使用，但纽约州上州和纽约州西部的城市仍与高速铁路服务隔离。此外，纽约大都会区以外的目的地的服务已经延迟了几十年。在一些地区，纽约州多年来一直在悄悄地支持甚至实施铁路改善。
纽约市和纽约州西部的经济停滞经常被认为是部分解决方案，纽约市和该州其他地区之间更快的铁路运输被建议作为一种方式，使农村地区发展成为日常通勤者的郊区目的地，并使企业更容易迁移到更便宜的房地产。许多政客也支持与加拿大目的地建立更紧密的关系。